# André II de Vladimir
Pour les articles homonymes, voir André II.
André II Iaroslavitch (russe : Андрей Ярославич) est grand-prince de Vladimir de 1249 à 1252.
Fils cadet de Iaroslav II de Vladimir, il naît vers 1222. Cité dès 1238 comme prince de Novgorod, il devient prince de Souzdal en 1248. En 1249, il tente seul de se rendre indépendant du Khan de la Horde d'or, mais est battu. Il s'enfuit en Suède, puis revient se soumettre.
Il meurt en 1264.